# Sclerhelia dubia
Espèce
Statut CITES
Sclerhelia dubia est une espèce de coraux de la famille des Oculinidae.